# Весна Тривалић
Весна Тривалић (Београд, 13. март 1965) српска је филмска, телевизијска, позоришна и гласовна глумица.
Уписала је Факултет драмских уметности у Београду 1984. године, те се сматра једним од припадника такозване генерације Дванаест величанствених. Глумачку каријеру је започела 1986. године, да би се пет година касније прославила улогом Љиље у серији Бољи живот. Остварила је запажене улоге у филмовима Ми нисмо анђели, Ране, Лајање на звезде, Живот је чудо и Стадо, затим у драми Октоберфест, за коју је награђена Златном ареном на Филмском фестивалу у Пули, као и у серијама Метла без дршке, Полицајац са Петловог брда и Вратиће се роде. Њена највећа глумачка достигнућа су улога Бисеније „Бисе” Гавриловић у серији Породично благо и Катарине „Цакане” Анђелић у Отвореним вратима. Континуирана популарност, упркос деценијској паузи, донела јој је 2018. године улоге у серијама Сенке над Балканом и Жигосани у рекету.
Весна је 2018. године први пут стала на позоришне даске после паузе од скоро седамнаест година. У питању је била представа Врат од стакла Југословенског драмског позоришта, у којој је, чим је крочила на сцену, поздрављена аплаузом и овацијама. Играла је поред Секе Саблић, уз коју се често сматра најдаровитијом српском комичарком, док је за виртуозност у овом жанру награђена и са две Статуете Ћуран на Данима комедије.

## Биографија

### Младост у Београду
Весна је рођена 1965. године, у Београду. Њен старији брат приближио јој је разне уметничке врсте. Уз њега је заволела музику, првенствено класичну и џез, научила да свира гитару и ишла на концерте у Коларчевој задужбини. Уз пријатеље са Ликовне академије аматерски се бавила сликањем. Уз то је играла одбојку и трчала. Након завршене средње школе стекла је звање техничара за микробиолошку хемију, те је најпре желела да се настави студирање хемије. Међутим, како би купила време за изласке, наговорила је родитеље да јој помогну да се упише на часове глуме код Александра Саше Волића, који би јој дакле били својеврстан параван за провод. На изненађење свих, Волић је попричао са Весниним родитељима и рекао да је заиста штета што девојка бежи са часова јер она заправо и те како зна да глуми. Тог тренутка Тривалићева је одустала од студија хемије.
Факултет драмских уметности је уписала 1984. године, у класи професора др Владимира Јевтовића, са Драганом Бјелогрлићем, Милорадом Мандићем Мандом, Срђаном Тодоровићем, Драганом Петровићем Пелетом и Бодом Нинковићем. Ту генерацију, у коју се убраја још неколико познатих глумаца, називали су дванаест величанствених, будући да су годинама сви постали остварени и прослављени глумци. Дипломирала је 2003. године, на наговор професора Владимира Јевтовића.

### Приватни живот
О њеном приватном животу се изузетно мало зна. Глумица тврди да има фобију од камера, и да се пред њима, изузев када снима, не осећа пријатно. Тривалићева чак и интервјуе за новине даје ретко. Када ипак пристане на разговор, она напомиње да на питања која се тичу њеног приватног живота неће одговарати. Готово никад није гостовала у неком ток-шоу програму. Познато је да Никола Којо и она гаје вишедеценијско пријатељство. 
Ми смо стално у неким глумачким комбинацијама. Ја играм њему деду, он мени игра тетку, ја играм Цвији течу, он мени стрикана.— Весна за Блиц жену, 25. април 2017.
Весна се удала 2001. године. Док јој муж живи и ради у Дубаију, она ипак често долази у Београд. Имају сина Николу.

## Глумачка каријера

### 1985—1990: Почеци на филму
Весна је први пут играла у филму 1986. године, у драми Шпадијер један живот, затим заједно са славном глумачком поставом у драми Већ виђено, као и у љубавном Догодило се на данашњи дан. Већ 1987. године добија своју прву главну улогу у филму Видим ти лађу на крају пута, скромне продукције и зараде. Исте године играла је у кратком дипломском филму Телефономанија, који се бавио феноменом телефона осамдесетих и његовог учешћа у друштвеном животу младих. У исто време остварује своју најхваљенију улогу — Буцу у филму Октоберфест. За то извођење награђена је Златном ареном на Филмском фестивалу у Пули.
До краја осамдесетих снимила је мање запажене драме Хамбург Алтона и Лето, али је и остварила улоге у чувеним Како је пропао рокенрол и Браћа по матери. Године 1989. добила је улогу у серији Метла без дршке. То је обележило почетак њеног плодног ангажмана на телевизији.

### 1991—1995:Отворена врата
Године 1990. Весна је у костимираној серији Јастук гроба мог тумачила лик Софије Теодоровић, девојке у коју се у Трсту заљубио Доситеј Обрадовић. Иако је била хваљена и у време кад је премијерно приказивана, жири састављен од лица из света телевизије и филма ју је осамнаест година касније изгласао за једну од десет најбољих серија Радио телевизије Србије свих времена. Уследиле су улоге у филмовима Оригинал фалсификата, Брод плови за Шангај, снимљеном по мотивима романа Самац у браку Мир-Јам, Холивуд или пропаст, Туце свилених чарапа, Са 204-272, и у серији Заборављени. Наглу популарност Тривалићева доживљава 1991. захваљујући улози Љиље у коју се заљубљује Боба Попадић (Драган Бјелогрлић) у популарној серији Бољи живот. Бјелогрлић и она проглашени су за (последњи југословенски) глумачки пар године на Филмским сусретима у Нишу. Драган Бјелогрлић је, уз Зорана Цвијановића и Николу Која, често играо Веснине партнере.
Бурне 1992. године, Весна је поред мање познатих филмова Злостављање и Проклета је Америка успела да добије улоге у два најгледанија филма године — историјској драми Тито и ја и комедији Ми нисмо анђели. Поред квалитета самих филмова, узрок рекордне гледаности лежао је у чињеници и да је пре него што су оба филма приказана у биоскопима, Југославија због тек уведених санкција остала ускраћена за холивудска остварења. Уследиле су улоге у филмовима Коцкар и Боље од бекства, да би 1993. играла Вању у популарном Полицајцу са Петловог брда.
Весна Тривалић игра улогу свог живота — Цакану — у серији Отворена врата из 1994. године. Цакана себе назива уметницом, хуманистом и постмодернистом. Њени радови су толико авангардни да су њеној проблематичној породици бизарни. Упркос несхватању и неразумевању на које наилази, она се упорно бори против новонастале културе деведесетих. Често репризирана и цитирана, ова серија Биљане Србљановић донела јој је врхунац популарности и утрла пут за многе комичарске радове који су уследили. Једна од најпознатијих реплика из серије остало је представљање од ког Цакана није одустајала: Катарина Анђелић, уметник концепта, постмодерниста, хуманиста, вајар, и тако даље, и тако даље. Драго ми је.

### 1996—2003:Породично благо
Весна је изјавила да јој је улога у филму Ране из 1998. била најтежа у каријери јер су главни ликови били тако аутентични да се она борила да им се некако приближи.
Тривалићева је члан Савеза драмских уметника Србије од 4. јула 2006. године.

### 2011—2020: Повратак глуми
Весна је 2012. година дошла у Србију како би играла у серији Надреална телевизија Нелета Карајлића и Николе Која.

Следеће године пристала је да глуми у наставку серије Отворена врата. Изјавила је за једне дневне новине да снимање не доживљава као обавезу, већ као одмор у Србији.
Уживање у мојој родној груди, у људима, виђању са пријатељима, у храни... До сада ништа нисам стизала. Мени је одушак већ то што се пробудим ујутро, седнем на терасу и посматрам људе и дрвеће. Нема палми, само једна бреза и једна дивља трешња, и моје дете које се љуља на љуљашци од шест ујутро.— Весна Тривалић за Блиц.
Оригиналној глумачкој екипи придружила се и Аница Добра, на радост Тривалићеве, јер никада пре нису сарађивале. Наредних година Весна је само играла у пројектима њеног пријатеља Николе Која. Рекла је да је сваки позив ценила и да је прихватала улоге, јер је то значило и да није заборављена, да давна пријатељства из Србије нису прекинута када се преселила у Дубаи. Најпре је 2015. добила улогу у хумористичној телевизијској емисији Ко је код Које, па 2016. у комедији Стадо. Весна у Стаду глуми Виду, Кољину супругу (Кољу игра Никола Којо). Заједно са својим пријатељима, Цвијом (Зоран Цвијановић) и његовом женом Милом (Наташа Нинковић), они на све начине покушавају да прикупе новац за продукцију свог најновијег филма. Исте године, опет са Којом, играла је и у филму Јесен самураја.
Две године касније, Тривалићева је добила једну од главних улога у серији Жигосани у рекету Драгана Бјелогрлића, а 2019. Бјелогрлић јој је дао улогу и у његовој другој серији, Сенке над Балканом. Глумица је у Жигосанима у рекету, према мишљењу критике, „маестрално одиграла улогу Даре, власнице кафане, и чак запретила да надмаши своју Цакану из Отворених врата”, али је била принуђена да серију напусти из приватних разлога. У Сенкама на Балкану играла је поднаредницу Драгињу, Кројачевог (Ненад Јездић) и Танетовог (Драган Бјелогрлић) „ратног друга”. Веснина Драгиња инспирисана је ликом и делом Милунке Савић, најодликованије жене-борца у Србији.
Весна је те године упоредо радила на још два пројекта. Играла је у филму Шавови, и у телевизијској серији Дуг мору, где је била у улози Анђе.

## Улоге у позоришту
Прва њена професионална улога у позоришту била је у Атељеу 212 у представи Тотови.

## Награде
Српски глумац Никоја Којо изјавио је једном приликом да сматра да би Весна, кад би радила у Холивуду, до сада добила неколико Оскара. Раде Шербеџија написао је за Тривалићеву у својој аутобиографији да је небески талентована.
- Статуета Ћуран за улогу Ивке у представи Кањош Мацедоновић на Данима комедије у Јагодини, 1992. године
- Статуета Ћуран за улогу Јеце у представи Чорба од канаринца на Данима комедије у Јагодини, 2001. године
- Златна арена за најбољу споредну глумицу, за улогу Буце у филму Октоберфест, на Филмском фестивалу у Пули, 1987. године
- Награда за најбољу женску епизодну улогу у филму Тито и ја
- Награда Она и он за глумачки пар године, са Драганом Бјелогрлићем, за улоге у серији Бољи живот

## Познате реплике
Запамћене су и често цитиране бројне реплике које је Тривалићева изговорила током своје каријере. Њима је посвећена и посебна страница на Фејсбуку. Ево неких од њих:
- Катарина Анђелић, уметник концепта, постмодерниста, хуманиста, вајар, и тако даље, и тако даље. Драго ми је. (Цакана у Отвореним вратима)
- Па не зову мене џабе Цакана Џубокс! (Цакана у Отвореним вратима)
- Удри Милице, срећо мамина! (Цакана у Отвореним вратима)
- Устај сине, очи мајкине, дошла милиција да те води. (глас мајке у Муњама!)
- Кокане! (Бисенија у Породичном благу)
- Трудна сам! (Бисенија у Породичном благу)
- Довиђења свима. Сада морам да се обесим. (Душанка у Вратиће се роде)
- Срам те било! Мајка ти је била првакиња на републичком такмичењу из шипке, а ти тако. (Надреалисти)
- Не чује баба, сине, кад јој неко каже: баба! (Цакана у Отвореним вратима)

## Филмографија
| Год.       | Назив                                  | Улога                                    |
| ---------- | -------------------------------------- | ---------------------------------------- |
| 1980-е     |                                        |                                          |
| 1986.      | Шпадијер један живот                   | Душица Вељковић                          |
| 1987.      | Већ виђено                             | служавка                                 |
| 1987.      | Догодило се на данашњи дан             | Милеса                                   |
| 1987.      | Видим ти лађу на крају пута            | Анђа                                     |
| 1987.      | Телефономанија                         |                                          |
| 1987.      | Седми дан                              |                                          |
| 1987.      | Октоберфест                            | Буца                                     |
| 1988.      | Лето (ТВ)                              | Беба                                     |
| 1988.      | Браћа по матери                        | Веселинова другарица                     |
| 1989.      | Хамбург Алтона                         | учитељица                                |
| 1989.      | Како је пропао рокенрол                | Ева Веселиновић                          |
| 1990-е     |                                        |                                          |
| 1990.      | Јастук гроба мог                       | Софија Теодоровић                        |
| 1989—1990. | Метла без дршке                        | Јелена из Цвијићеве                      |
| 1991.      | Оригинал фалсификата                   | Магда                                    |
| 1991.      | Брод плови за Шангај                   | Љиљана                                   |
| 1991.      | Туце свилених чарапа                   |                                          |
| 1991.      | Заборављени (ТВ серија)                | дебела наркоманка                        |
| 1991.      | Са 204-272                             | Весна                                    |
| 1991.      | Бољи живот                             | Љиљана Поповић                           |
| 1991.      | Холивуд или пропаст                    |                                          |
| 1992.      | Вуков Видео Буквар (ТВ серија)         |                                          |
| 1992.      | Злостављање                            | Аница Зерековић                          |
| 1992.      | Проклета је Америка                    | Ружа                                     |
| 1992.      | Тито и ја                              | Учитељица                                |
| 1992.      | Ми нисмо анђели                        | Виолета                                  |
| 1992.      | Коцкар                                 | Полина                                   |
| 1993.      | Полицајац са Петловог брда (ТВ серија) | Вања                                     |
| 1993.      | Боље од бекства                        | Оља                                      |
| 1993.      | Броз и ја                              | Учитељица                                |
| 1994—1995. | Отворена врата                         | Катарина Анђелић Цакана                  |
| 1995.      | Урнебесна трагедија                    | Јулка                                    |
| 1995.      | Одисејев поглед                        |                                          |
| 1997.      | До коске                               | Швеца                                    |
| 1998-2002. | Породично благо                        | Бисенија “Биса” Гавриловић               |
| 1998.      | Зла жена                               | Султана/Пела                             |
| 1998.      | Храна за главу                         | Жена                                     |
| 1998.      | Спаситељ                               | Жена из аутобуса                         |
| 1998.      | Ране                                   | Лидија                                   |
| 1998.      | Лајање на звезде                       | Дана Јелинић                             |
| 2000-е     |                                        |                                          |
| 2000.      | Сенке успомена                         | сестричина                               |
| 2000.      | Рат уживо                              | Боса                                     |
| 2000.      | Кирику и вештица                       | Вештица Караба                           |
| 2001.      | Муње!                                  | Глас Попове мајке / глас Пандурове мајке |
| 2001.      | Чорба од канаринца                     | Јелена                                   |
| 2001.      | Близанци                               |                                          |
| 2004.      | Живот је чудо                          | Јадранка                                 |
| 2005.      | Ми нисмо анђели 2                      | Виолета                                  |
| 2005.      | Живот је чудо (ТВ серија)              | Јадранка                                 |
| 2005—2006. | Љубав, навика, паника                  | Смиљка                                   |
| 2004—2006. | Миле против транзиције                 | Милетова жена                            |
| 2006.      | Ми нисмо анђели 3                      | Вики                                     |
| 2007—2008. | Вратиће се роде                        | Душанка                                  |
| 2009.      | Роде у магли                           | Душанка                                  |
| 2009.      | Хитна помоћ                            | Вера Лаловић-докторка                    |
| 2009.      | Оно као љубав                          | Софија                                   |
| 2010-е     |                                        |                                          |
| 2010.      | Пулс                                   | Марта                                    |
| 2012—2013. | Надреална телевизија                   |                                          |
| 2013—2014. | Отворена врата 2                       | Катарина Анђелић Цакана                  |
| 2015.      | Ко је код Које                         |                                          |
| 2016.      | Јесен самураја                         | Владичина мајка                          |
| 2016.      | Стадо                                  | Вида                                     |
| 2018—2019. | Жигосани у рекету                      | Дара                                     |
| 2019.      | Сенке над Балканом                     | поднаредница Драгиња                     |
| 2019.      | Шавови                                 |                                          |
| 2020-е     |                                        |                                          |
| 2022.      | Чудне љубави                           | Наталија                                 |
| 2022.      | Комедија на три спрата                 | Наталија                                 |
| 2023.      | 12 речи                                | Горана Раичковић                         |
| 2024.      | Кожа (ТВ серија)                       |                                          |
| 2019—2023. | Дуг мору                               | Анђа                                     |
| 2025.      | Мраз                                   |                                          |
| 2026.      | Свадба (филм из 2026)                  |                                          |

## Позоришне улоге
- Чорба од канаринца
- Бела кафа
- Тотови
- Тајна плаве птице
- Доктор шустер
- У пламену страсти
- Госпођа министарка
- Народни посланик
- Избирачица
- Ревизор
- Врат од стакла